# Bahnstrecke Hakosilta–Kerava
| Luhdanmäki-Brücke |                                      |                                                              |                                                              |
| Streckenlänge: | 63 km                                |                                                              |                                                              |
| Spurweite: | 1524 mm (Russische Spur)             |                                                              |                                                              |
| Stromsystem: | Hakosilta–Kerava 2 × 25 kV / 50 Hz ~ |                                                              |                                                              |
| Streckengeschwindigkeit: | 220 km/h                             |                                                              |                                                              |
| |                                      |                                                              |                                                              |
| \| \| \| Bahnstrecke Lahti–Kouvola von Kouvola \| \| \| \| \| ◄ Bahnstrecke Lahti–Heinola von Heinola \| \| \| \| \| ► Bahnstrecke Lahti–Lovisa nach Loviisa \| \| \| \| (130,170) \| Lahti \| Lahti \| \| \| \| Bahnstrecke Lahti–Vesijärvi von und nach Vesijärvi \| \| \| \| \| siehe Bahnstrecke Lahti–Riihimäki \| \| \| \| (119,540) \| Abzw. Hakosilta (Bahnstrecke Lahti–Riihimäki nach Riihimäki) \| Abzw. Hakosilta (Bahnstrecke Lahti–Riihimäki nach Riihimäki) \| \| \| \| Porvoonjoki (Luhdanmäki-Brücke, 550,8 m) \| \| \| \| 79,373 \| Henna (seit 2017) \| Henna (seit 2017) \| \| \| 68,697 \| Sipilä \| Sipilä \| \| \| 59,210 \| Mäntsälä \| Mäntsälä \| \| \| \| Mustijoki \| \| \| \| 50,500 \| Korvensuo \| Korvensuo \| \| \| \| Keravanjoki \| \| \| \| 39,567 \| Haarajoki \| Haarajoki \| \| \| 31,274 \| Abzw. Kytömaa (Bahnstrecke Helsinki–Riihimäki von Riihimäki) \| Abzw. Kytömaa (Bahnstrecke Helsinki–Riihimäki von Riihimäki) \| \| \| \| Bahnstrecke Kerava–Borgå nach Sköldvik und Borgå \| \| \| \| (28,869) \| Kerava \| Kerava \| \| \| \| Bahnstrecke Helsinki–Riihimäki nach Helsinki \| \| Quellen: Kilometerwerte in Klammern stammen von den Bahnstrecken Helsinki–Riihimäki bzw. Riihimäki–Kouvola |                                      |                                                              |                                                              |
| Strecke |                                      | Bahnstrecke Lahti–Kouvola von Kouvola                        | Bahnstrecke Lahti–Kouvola von Kouvola                        |
| Abzweig geradeaus, von links und von rechts |                                      | ◄ Bahnstrecke Lahti–Heinola von Heinola                      | ◄ Bahnstrecke Lahti–Heinola von Heinola                      |
| Strecke |                                      | ► Bahnstrecke Lahti–Lovisa nach Loviisa                      | ► Bahnstrecke Lahti–Lovisa nach Loviisa                      |
| Bahnhof | (130,170)                            | Lahti                                                        | Lahti                                                        |
| Abzweig geradeaus, nach rechts und von rechts |                                      | Bahnstrecke Lahti–Vesijärvi von und nach Vesijärvi           | Bahnstrecke Lahti–Vesijärvi von und nach Vesijärvi           |
| |                                      | siehe Bahnstrecke Lahti–Riihimäki                            |                                                              |
| Abzweig geradeaus und nach rechts | (119,540)                            | Abzw. Hakosilta (Bahnstrecke Lahti–Riihimäki nach Riihimäki) | Abzw. Hakosilta (Bahnstrecke Lahti–Riihimäki nach Riihimäki) |
| Brücke über Wasserlauf |                                      | Porvoonjoki (Luhdanmäki-Brücke, 550,8 m)                     | Porvoonjoki (Luhdanmäki-Brücke, 550,8 m)                     |
| Bahnhof | 79,373                               | Henna (seit 2017)                                            | Henna (seit 2017)                                            |
| Überleitstelle / Spurwechsel | 68,697                               | Sipilä                                                       | Sipilä                                                       |
| Bahnhof | 59,210                               | Mäntsälä                                                     | Mäntsälä                                                     |
| Brücke über Wasserlauf |                                      | Mustijoki                                                    | Mustijoki                                                    |
| Überleitstelle / Spurwechsel | 50,500                               | Korvensuo                                                    | Korvensuo                                                    |
| Brücke über Wasserlauf |                                      | Keravanjoki                                                  | Keravanjoki                                                  |
| Bahnhof | 39,567                               | Haarajoki                                                    | Haarajoki                                                    |
| Abzweig geradeaus und von rechts | 31,274                               | Abzw. Kytömaa (Bahnstrecke Helsinki–Riihimäki von Riihimäki) | Abzw. Kytömaa (Bahnstrecke Helsinki–Riihimäki von Riihimäki) |
| Abzweig geradeaus, nach links und von links |                                      | Bahnstrecke Kerava–Borgå nach Sköldvik und Borgå             | Bahnstrecke Kerava–Borgå nach Sköldvik und Borgå             |
| Bahnhof | (28,869)                             | Kerava                                                       | Kerava                                                       |
| Strecke |                                      | Bahnstrecke Helsinki–Riihimäki nach Helsinki                 | Bahnstrecke Helsinki–Riihimäki nach Helsinki                 |

Die Bahnstrecke Kerava–Hakosilta ist eine Schnellfahrstrecke in Finnland zwischen Kerava und Hakosilta. Die Verkehrsfreigabe erfolgte am 3. September 2006. Die Strecke zweigt in Kerava Kytömaa von der Bahnstrecke Helsinki–Riihimäki ab und trifft in Hakosilla auf die Bahnstrecke Riihimäki–Lahti.

## Geschichte
Die Bahnstrecke Kerava–Lahti war ein 331 Mio. Euro teures Projekt und zugleich eines der größten öffentlichen Bauprojekte Finnlands seit Jahren. Das vorhergehende Eisenbahnprojekt ähnlicher Größenordnung war die Eisenbahnstrecke Jämsänkoski–Jyväskylä, die 1977 fertiggestellt wurde.
Die Gesamtlänge der Strecke beträgt 74 Kilometer, von denen der 63 Kilometer lange Abschnitt Hakosilta–Kerava neu gebaut wurde. Auf dem Streckenabschnitt wurden der Bahnhof Mäntsälä und der Bahnhof Haarajoki in Järvenpää neu errichtet. 2017 wurde dazu der Bahnhof Henna in Orimattila eröffnet.
Durch die Neubaustrecke können die Züge in Richtung Osten von Kerava statt über Riihimäki direkt über Mäntsälä nach Lahti fahren. Dadurch verkürzten sich die Reisezeiten in Richtung Russland und Ostfinnland. Der Testbetrieb auf der neuen Strecke begann am 3. Juni 2006.
Die Eisenbahnstrecke Kerava–Hakosilta verläuft zu 80 % in der Nähe der Autobahn, sodass keine großen neuen Flächen für die Strecke bebaut werden mussten. Es wurden nur 430 Hektar Land erworben und 27 Wohngebäude darauf errichtet sowie 2,6 Mio. Kubikmeter Erdaushub und 1,9 Mio. Kubikmeter Felsabraum abgefahren. 20 Mio. Euro der Gesamtkosten von 331 Mio. Euro wurden durch Mittel der Europäischen Union gedeckt.
Die Höchstgeschwindigkeit der zweigleisigen Strecke beträgt 220 km/h mit den Neigetechnikzügen der Baureihe Sm3. Die Geometrie der Strecke würde Geschwindigkeiten von 300 km/h zulassen. Wegen der langsamen und schweren Güterzüge können die Schienen jedoch nicht für diese Geschwindigkeit geneigt werden, da es sonst zu einem übermäßigen Schienenverschleiß in den Innenbögen kommen würde. Die wirtschaftliche Rentabilität der Strecke wurde so berechnet, dass sie auch langsame Güterzüge, insbesondere vom Hafen Vuosaari, aufnehmen kann.
Die Bahnhöfe Henna, Mäntsälä und Haarajoki verfügen jeweils über zwei Haupt- und Nebengleise, zwei Außenbahnsteige, sodass Fern- und Güterzüge ohne Halt passieren können und langsamere Nahverkehrszüge überholt werden können.

## Reisezüge
Die Reisezeit von Helsinki nach Lahti beträgt über die Direktverbindung 52 Minuten mit Pendelzügen und InterCity und 63 Minuten mit dem Nahverkehrszug. Die Fahrt mit dem Allegro dauerte 45 Minuten, konnte jedoch nicht für Inlandsfahrten innerhalb Finnlands genutzt werden. Bevor die Direktverbindung für den Verkehr freigegeben wurde, betrug die kürzeste Reisezeit über Riihimäki eine Stunde und 21 Minuten. An den Zwischenbahnhöfen halten stündlich verkehrende Nahverkehrszüge. Die Bahnstrecke ist Teil der internationalen Transeuropäische Netze (TEN), das von Kopenhagen und Oslo über Stockholm, Turku und Helsinki bis nach St. Petersburg führt.
Der Reisezugverkehr mit dem Allegro zwischen Helsinki und St. Petersburg wurde aufgrund des von Russland im Frühjahr 2022 begonnenen Krieges gegen die Ukraine eingestellt.

## Pendlerverkehr im Großraum Helsinki
Die Nahverkehrszüge der Linie Z von VR-Yhtymä fahren stündlich auf der direkten Strecke von Helsinki nach Lahti, einige von ihnen fahren von Lahti weiter nach Kouvola.

## Güterverkehr
Laut VR Transpoint verkehren auf der direkten Strecke nach Lahti nur zwei Güterzugpaare. Für einen 4000-Tonnen-Güterzug von Kerava nach Lahti würde eine Gebühr von 1628 Euro anfallen, während der zu zahlende Betrag bei einer Fahrt über Riihimäki 202 Euro betragen würde. Auf der kürzeren, 1426 Euro teureren Strecke ergäbe sich eine Ersparnis von 37 Minuten.